# Anisodes spectabilis
Anisodes spectabilis là một loài bướm đêm trong họ Geometridae.